# VSK Technika Brno, oddíl krasobruslení
Vysokoškolský klub (zkratka VSK) Technika Brno je jeden z oddílu krasobruslení.

## Kontakty
- VSK Technika Brno
- Hokejová hala dětí a mládeže
- Střední 595/26
- 602 00 Brno